# 주롱 새공원

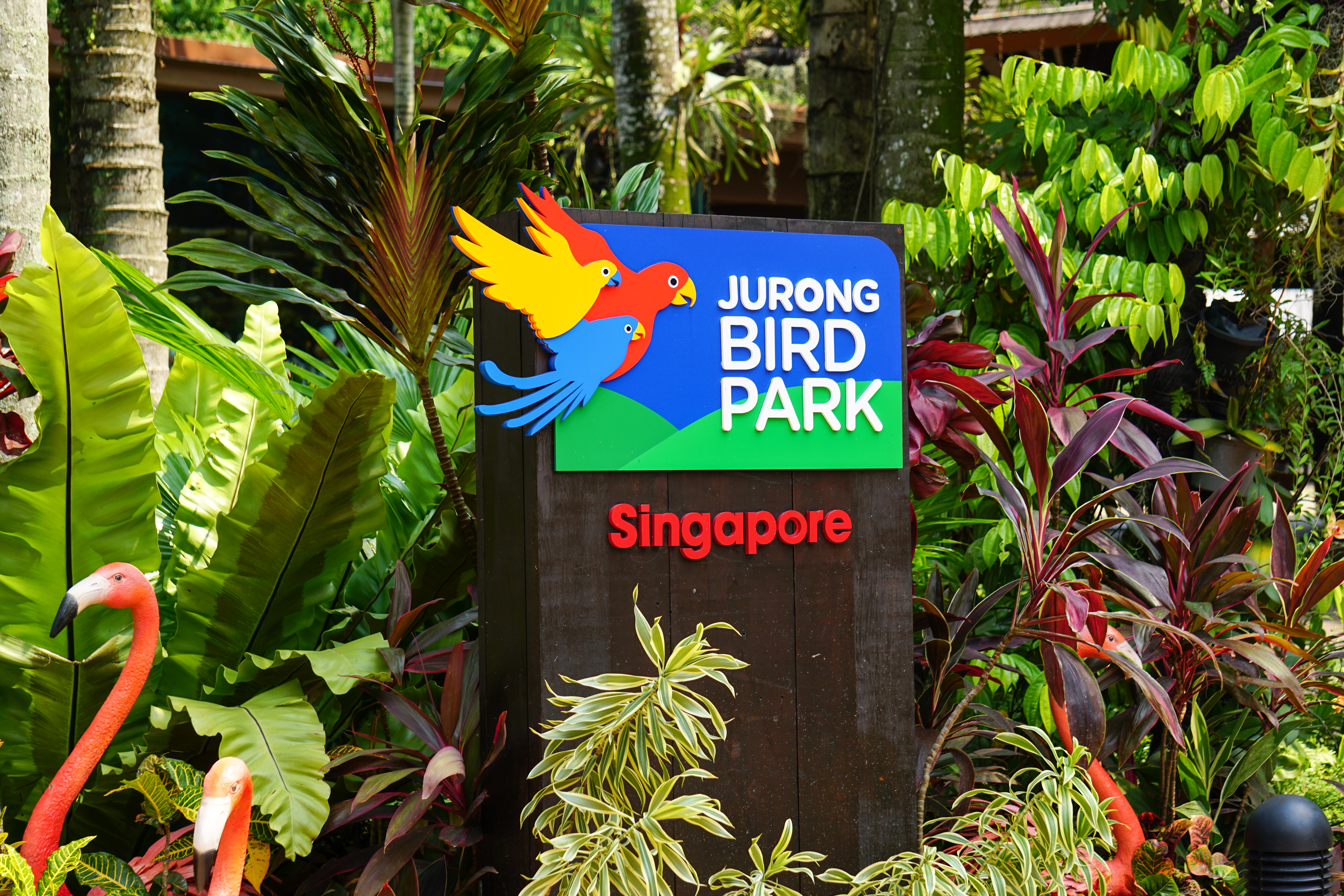
주롱새공원의 현재 모습.

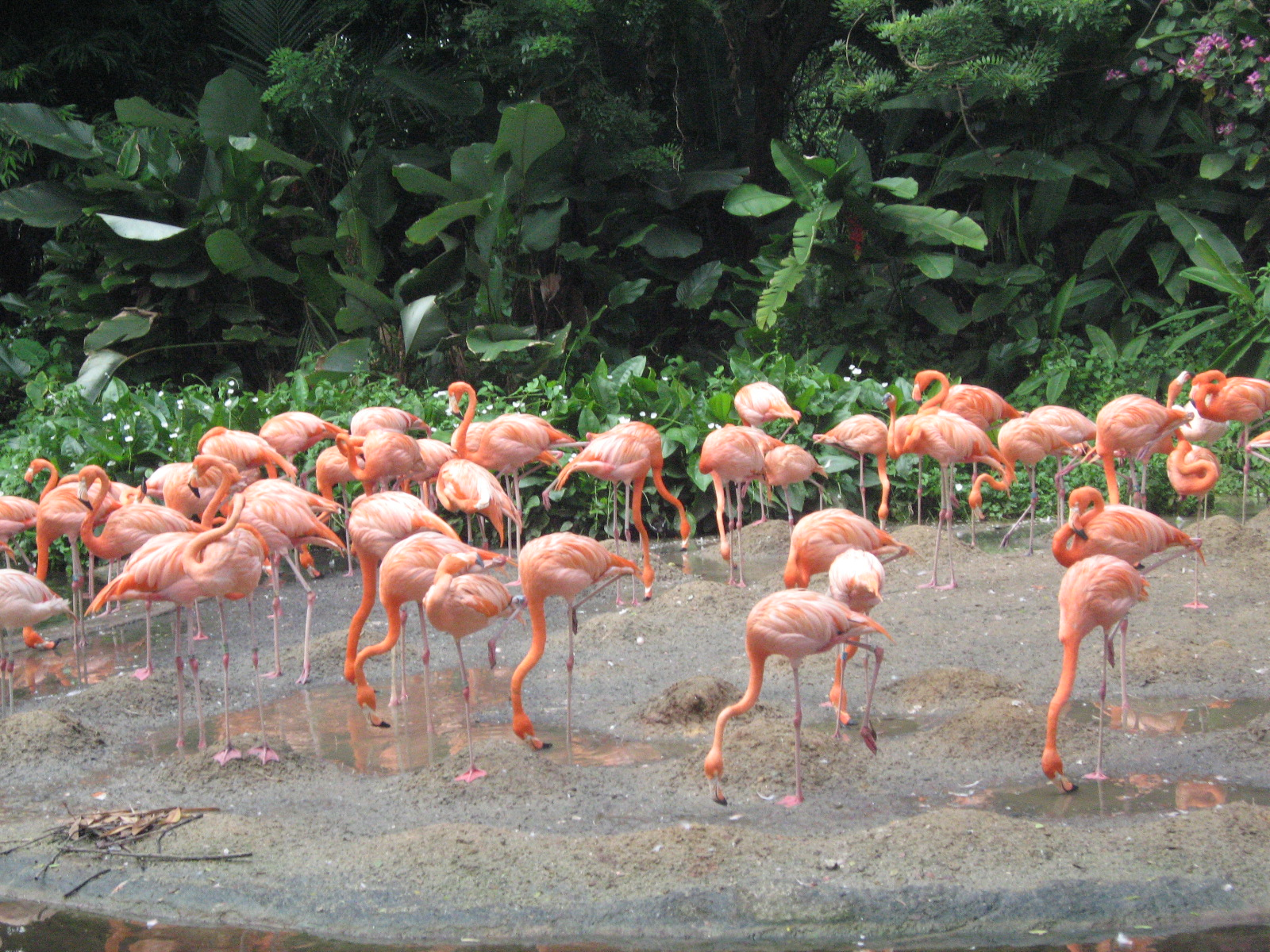
쿠바홍학이 주롱 새공원에 떼지어 모여 살고 있는 모습.

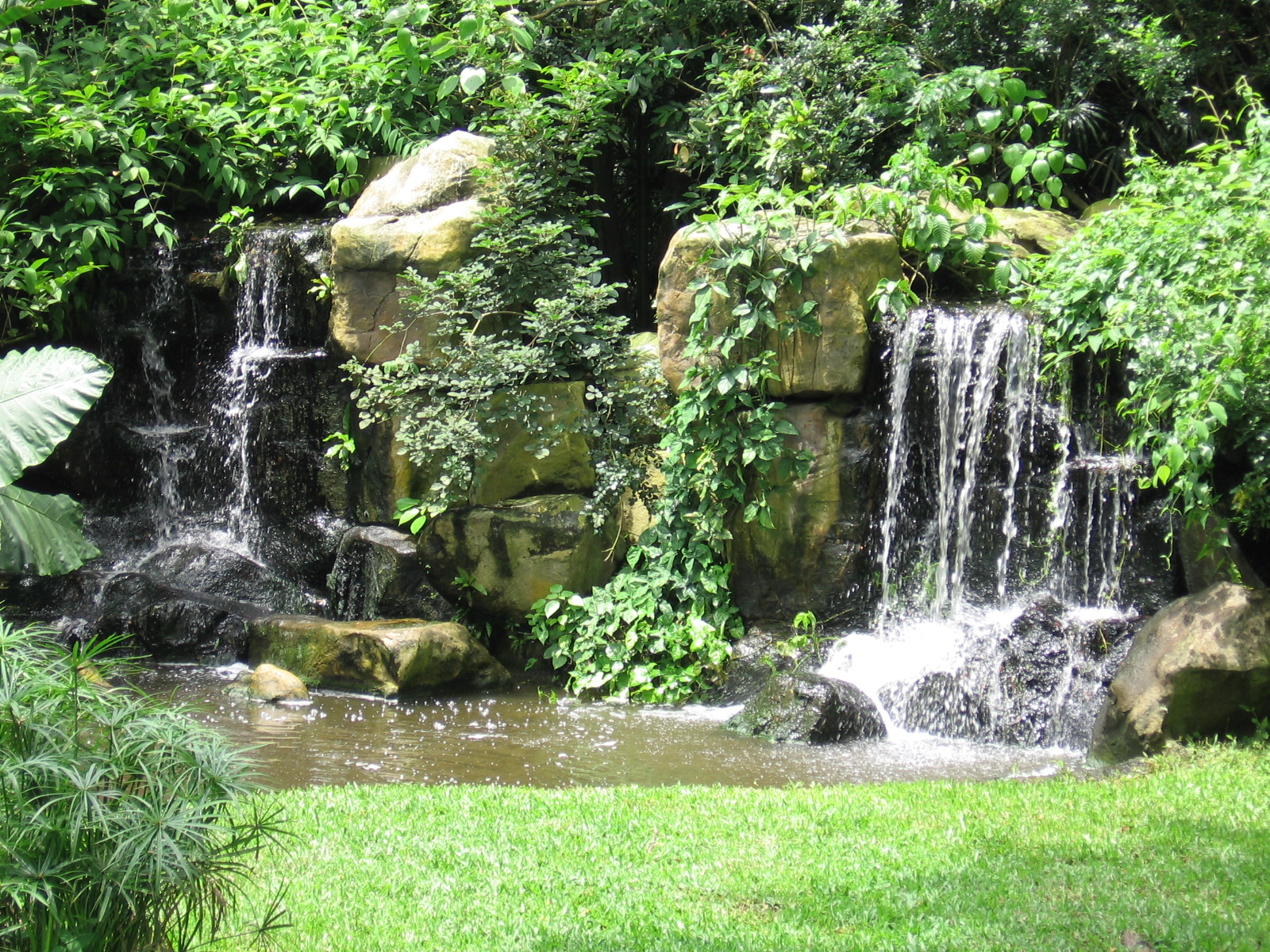
폭포 전경.

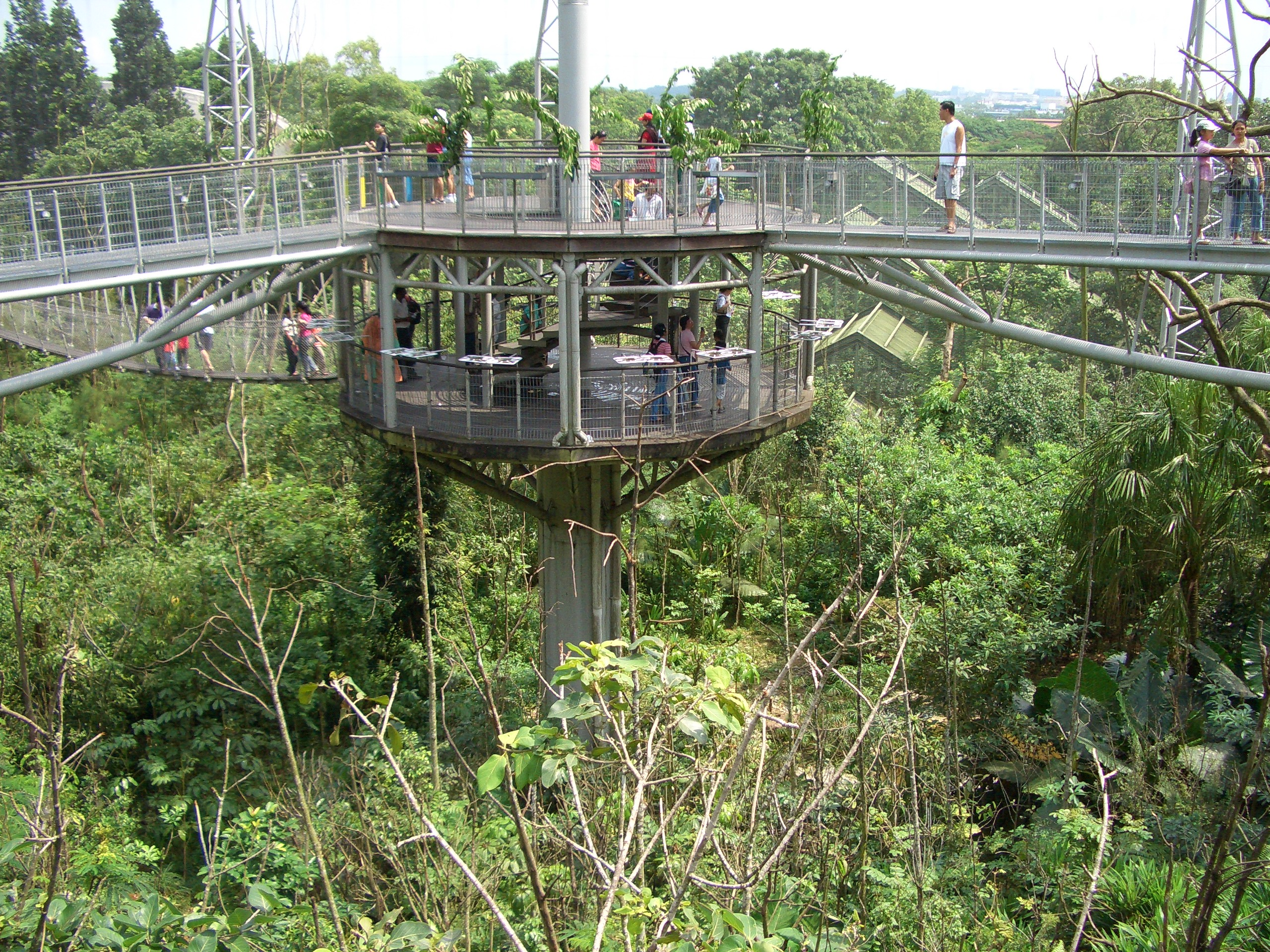
높게 세워진 구릉다리의 모습.

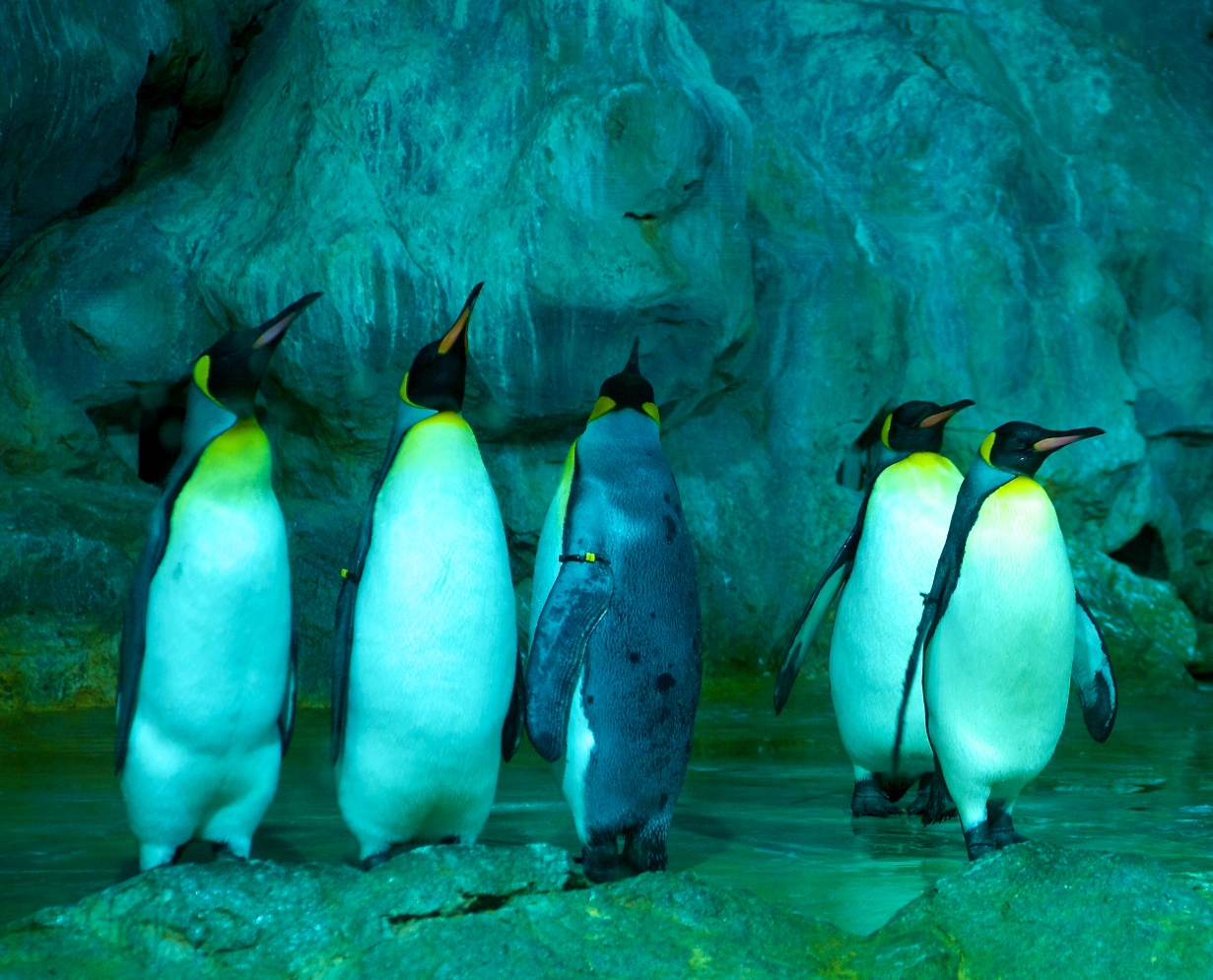
펭귄 무리들이 모여서 지내고 있는 모습.

주롱 새공원(Jurong Bird Park)은 싱가포르 주롱 지역을 중심지로 하는 새 전문 공원이다. 그러나 이 공원은 싱가포르에서 매우 유명한 관광 명소로 넌지시 소개되어 있어, 공원 특성상 조류들만을 위한 테마파크이기도 하다. 이 공원을 총체적으로 전담하고 있는 관리자는 와일드라이프 리저브스 싱가포르이다. 현재의 주롱 새공원은 1971년에 개장하였으나 시설이 점차 노후화된 상태에 이르고 있어, 2020년 새로운 장소인 싱가포르 동물원과 인접한 장소로 옮길 계획에 있다. 이 새공원에 서식하고 있는 조류 종류는 약 500여 종류가 서식하여 있게 되며, 총 두수도 역시 12,000여 마리가 이 공원에 모여 있는 것으로 집계되어 있다. 이 공원에는 구관조, 펭귄, 쿠바홍학 등과 같은 조류들을 중심으로 서식하는 것으로 확인되고 있다.

## 기본 정보
- 현재의 주소 : Jurong, Singapore 2 Jurong Hill, 628925
- 2020년 이전될 예정에 있는 주소 : Mandai, Singapore 80 Mandai Lake Road, 729826
- 개장 시간 : 매일 오전 8시 30분 ~ 저녁 6시, 연중무휴
- 입장료 : 어른 28 S$, 미성년자 18 S$로 각각 징수.

## 같이 보기
- 와일드라이프 리저브스 싱가포르
- 싱가포르 동물원